# Традиционна медицина
Традиционната медицина (известна също като коренна или народна медицина, а също алтернативна медицина, знахарство) включва натрупани емпирични знания, които служат за диагностика и лечение на различни болести.
Медицинските аспекти на традиционното познание се развиват през поколения в различни общества преди ерата на съвременната медицина. Световната здравна организация (СЗО) определя традиционната медицина като „общата сума на знанията, уменията и практиките, основани на теориите, вярванията и опита, идващи от различни култури, независимо дали могат да бъдат разяснени или не, използвани за поддържане на здравето както и при превенцията, диагностицирането, подобряването или лечението на физически и психически заболявания.“
В някои азиатски и африкански страни до 80% от населението разчита на традиционната медицина за нуждите на основното си здравеопазване. Когато се приема извън традиционната култура, традиционната медицина често се нарича алтернативна медицина. Практики, известни като традиционни лекарства, включват Аюрведа, Сидха медицината, Унани, древната иранска медицина, иранската традиционна медицина, ислямската (арабска) медицина, традиционна китайска медицина, традиционна корейска медицина, акупунктура, Мути, Ифа и традиционната африканска медицина. Основните дисциплини, които изучават традиционната медицина са билколечението, етномедицината, етноботаниката и медицинска антропология.
СЗО отбелязва обаче, че „неподходящото използване на традиционните лекарства или практики може да има отрицателни или опасни последици“ и че „са необходими допълнителни проучвания за установяване на ефикасността и безопасността“ на няколко практики и лечебни растения, използвани от традиционните медицински системи. Линията между алтернативната медицина и суетата е спорен въпрос.

## Българска народна медицина
Изследванията и събирането на записи и данни по българска народна медицина понякога върви ръка с ръка с първите ботанически изследвания в България .